# 소도생
소도생(蕭道生, 427년 이후 ~ 479년 이전)은 중국 남북조 시대 유송 때 사람으로, 자는 효백(孝伯)이다. 
유송의 봉조청(奉朝請, 명예직)의 관리를 지냈다. 소승지의 둘째 아들로, 소도성의 동생이다. 소도성이 남제를 건국한 뒤 시안왕(始安王)으로 추봉되었고, 시호는 정왕(貞王)이다. 둘째 아들인 소란이 황제로 즉위한 뒤 그에 의해서 다시 경황(景皇, Emperor Jing)으로 추존되었다. 능묘는 수안릉(修安陵)으로 존칭되었다.